# Ephies abangae
Ephies abangae är en skalbaggsart som beskrevs av Antonio Vives 2003. Ephies abangae ingår i släktet Ephies och familjen långhorningar.
Artens utbredningsområde är Sarawak. Inga underarter finns listade i Catalogue of Life.